# Zličín
Zličín (deutsch Slitschin) ist ein Stadtteil am westlichen Rand der tschechischen Hauptstadt Prag und gehört zum Verwaltungsbezirk Prag 17. Der Stadtteil setzt sich aus den Katastralgemeinden Zličín und Sobín sowie dem nördlichen Teil von Třebonice (deutsch Trebonitz) zusammen.

## Geschichte
In einer auf das Jahr 1045 datierten Urkunde Břetislavs I. wurde Zličín zum ersten Mal schriftlich erwähnt. Wahrscheinlich handelt es sich um eine Fälschung aus dem 13. Jahrhundert.
1960 wurde Sobín an Zličín angegliedert und 1974 wurde die bis dahin selbstständige Gemeinde ein Teil Prags. 1990 wurde Praha-Zličín ein eigener Stadtteil. 1994 nahm der U-Bahnhof Zličín als Endstation der Metrolinie B den Betrieb auf. In der Nähe der Station befinden sich die Einkaufszentren Avion Shopping Park, Globus und Metropole.

## Weblinks

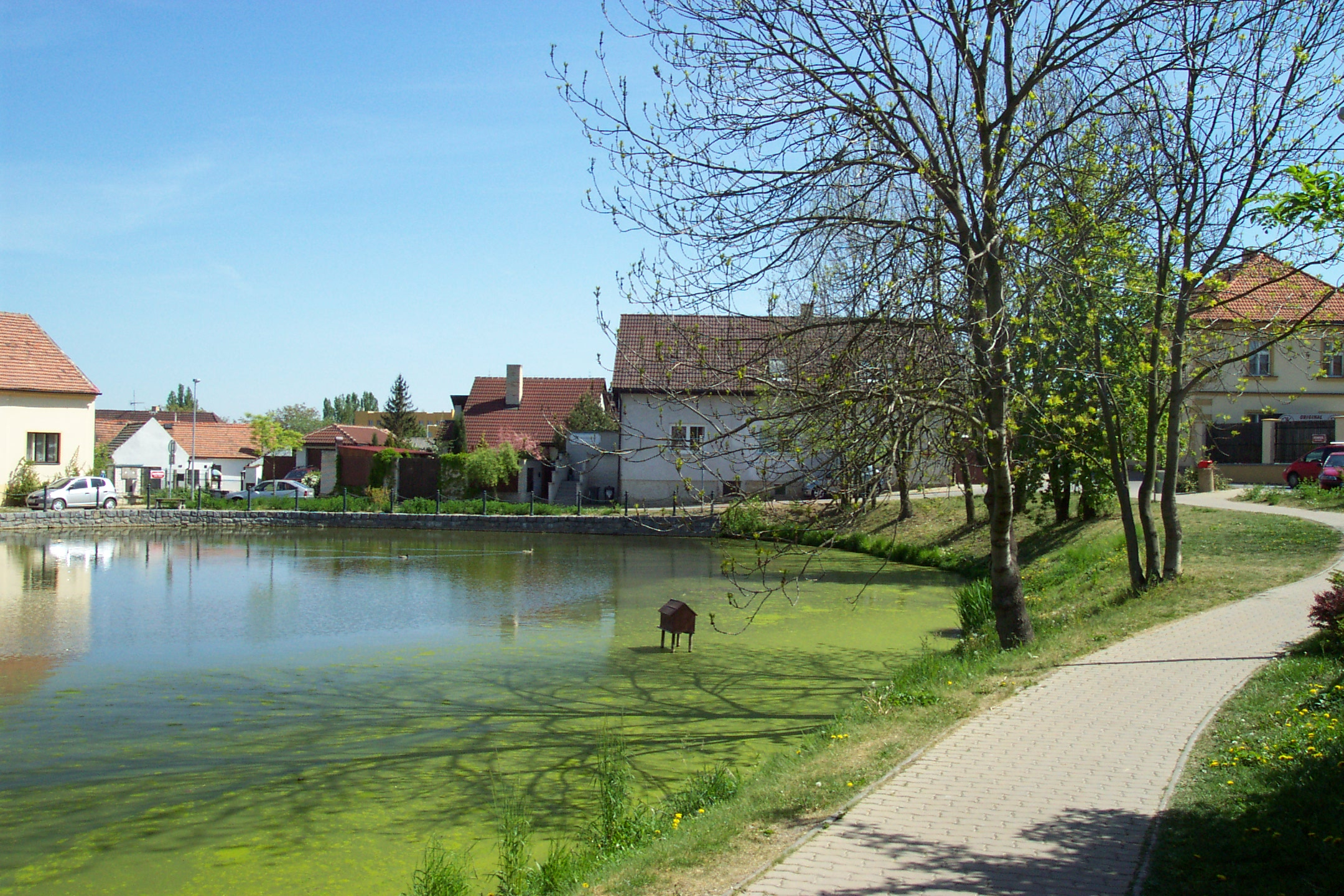
Teich im alten Dorfzentrum
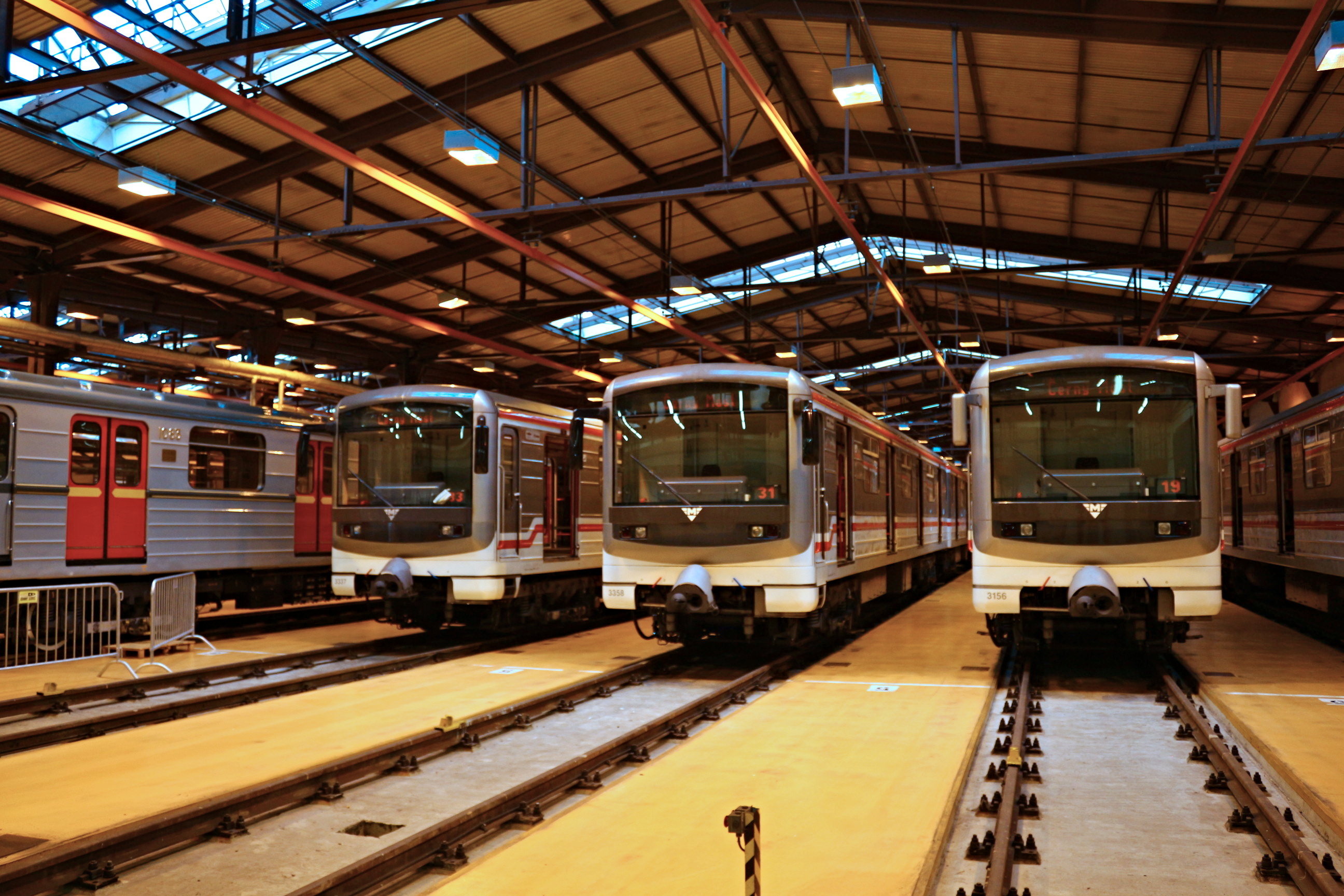
Depot Zličín der Prager Metro